# توم بارلو
توم بارلو (بالإنجليزية: Tom Barlow)‏ هو لاعب كرة قاعدة أمريكي، (ولد في نيويورك في الولايات المتحدة 1852  م).

## وصلات خارجية
- توم بارلو على موقعبيزبول رفرنس.كوم (الدوري الرئيسي) (الإنجليزية)